# DAF YA 4440 / 4442

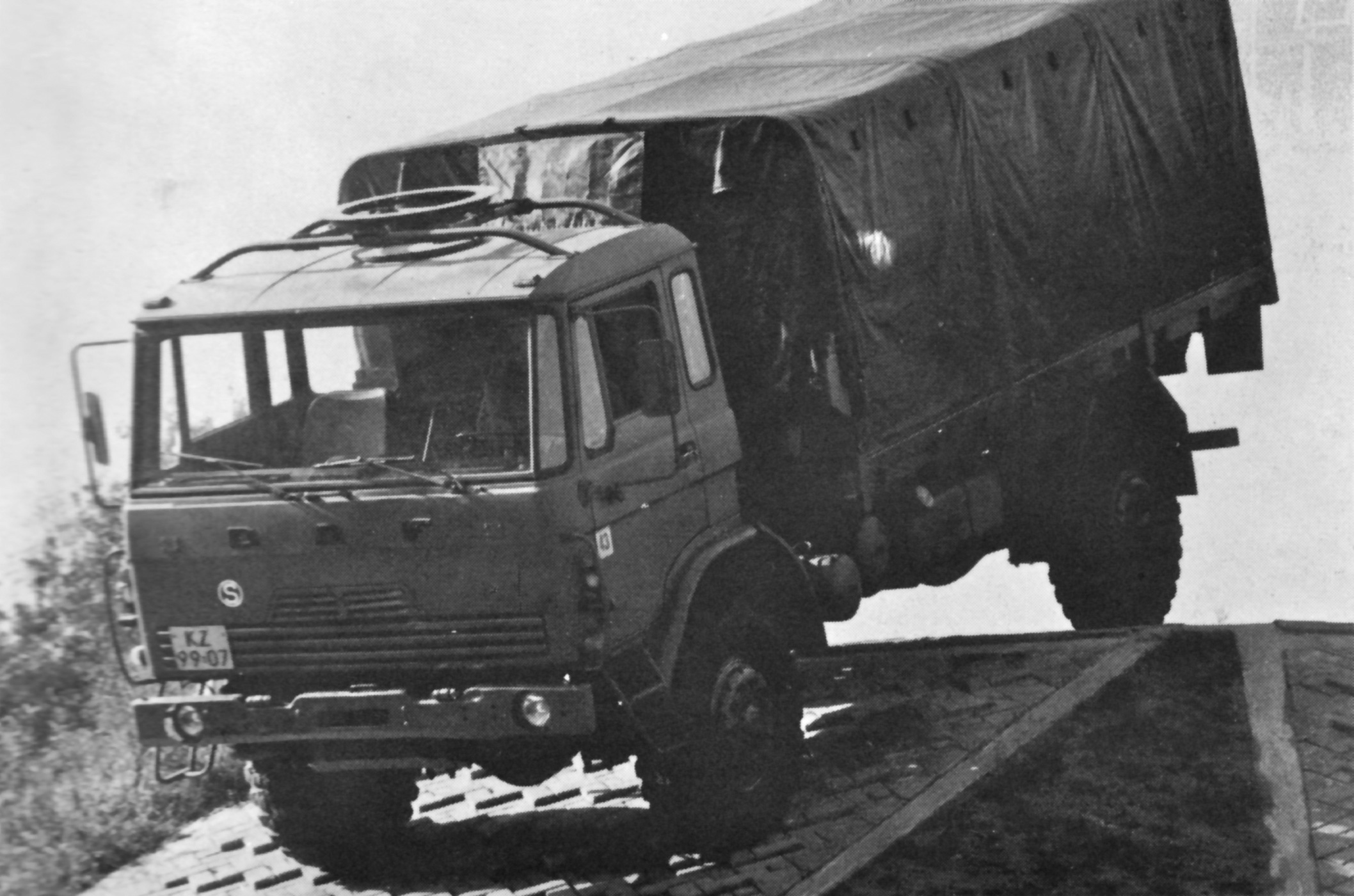
DAF YA 4440 Prototyp

Der DAF YA-4440 und YA-4442 sind mittelschwere militärische Lkw, die DAF für die niederländischen Streitkräfte produzierte. Abgeleitet waren sie von der zivilen Modellreihe DAF F1600/F1800.
Der YA-4440/YA-4442 war der Ersatz für die in den 1950er und 1960er Jahren gebauten DAF YA-328 und DAF YA-314/324 Modelle.

## Modellgeschichte
Am 7. Dezember 1976 beauftragte das niederländische Verteidigungsministerium DAF mit dem Bau von 4000 Fahrzeugen des Typs YA-4440. Mit 342 Millionen Gulden war dies der größte Auftrag in der Geschichte von DAF. Die ersten Fahrzeuge wurden der Armee im Juni 1977 zu Tests geliefert. Endgültig produziert und ausgeliefert wurden sie zwischen 1978 und 1982. 1983 wurde der Vertrag auf insgesamt 7255 des 4-Tonnen-Lkw erhöht. Im Dezember 1989 begann die Auslieferung der zweiten Generation als YA-4442 an die Armee, von der 5125 Stück geliefert wurden.

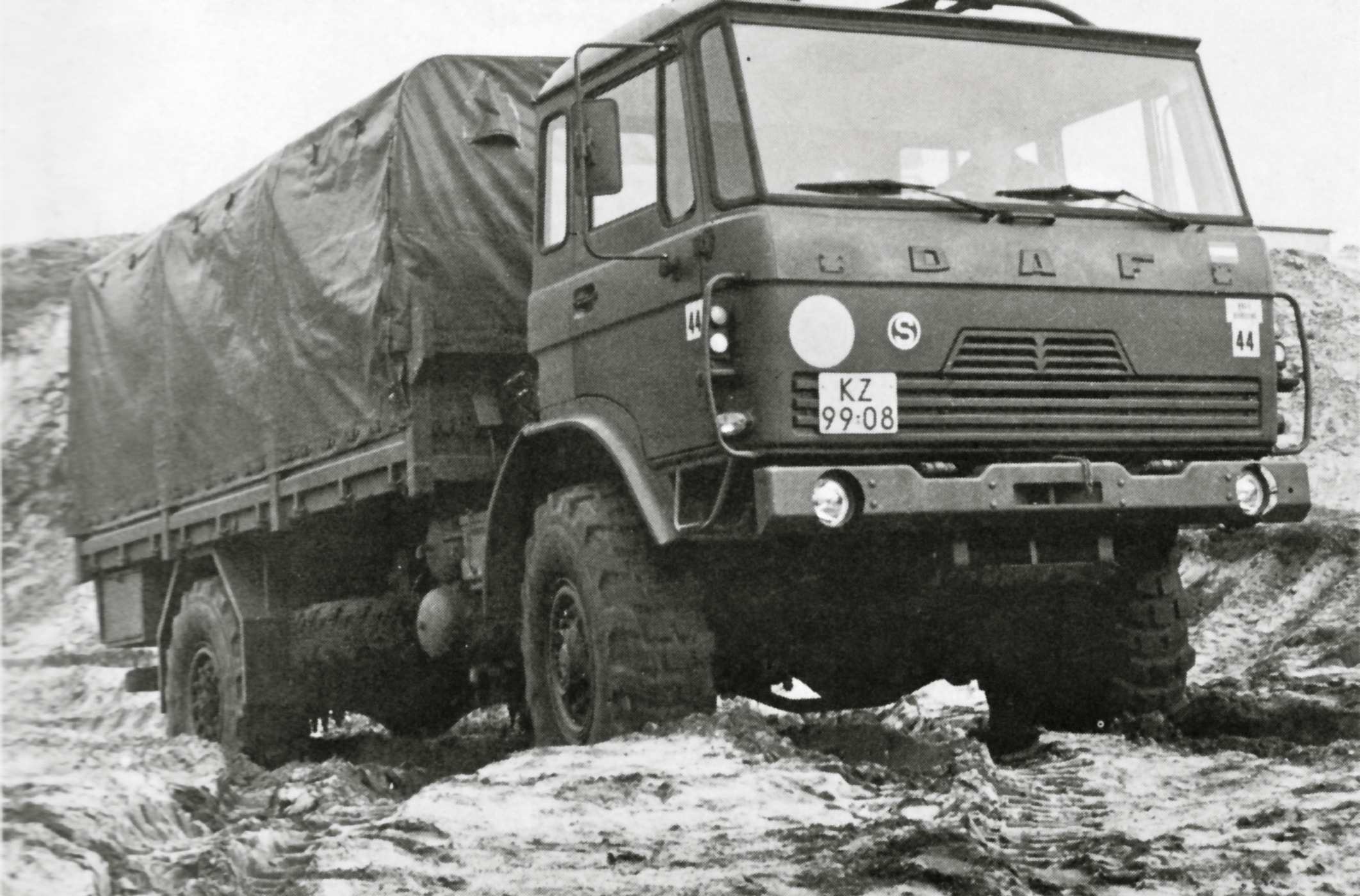
DAF YA 4440 Prototyp

## Allgemein
Die Baureihe wurde als 4-Tonnen-Nutzlast-Lkw mit Allradantrieb und synchronisiertem 5-Gang-Schaltgetriebe konzipiert. Die Fahrzeuge hatten ein kippbares Führerhaus, Servolenkung und eine Heizung. Speziell die Heizung war eine wesentliche Verbesserung gegenüber den Vorgängermodellen, die ohne ausgestattet waren. Das Führerhaus hat eine Dachluke zur Befestigung eines Maschinengewehrs. Auch eine Version mit flachem Boden und demontierbaren geraden Seitenwänden speziell zum Transport von Containern wurde gebaut. Der YA-4442 unterscheidet sich vom YA-4440 durch hintere Doppelbereifung, einen stärkeren Motor und ein synchronisiertes 6-Gang-Schaltgetriebe.

## Typenbezeichnung
Y Armeefahrzeug von DAF
A für General-Modell zum Transport von Fracht
4 für 4 Tonnen Nutzlast
4 für 4 Räder
4 für Allradantrieb
0 für die Serie. (So 4442 für Serie 2)

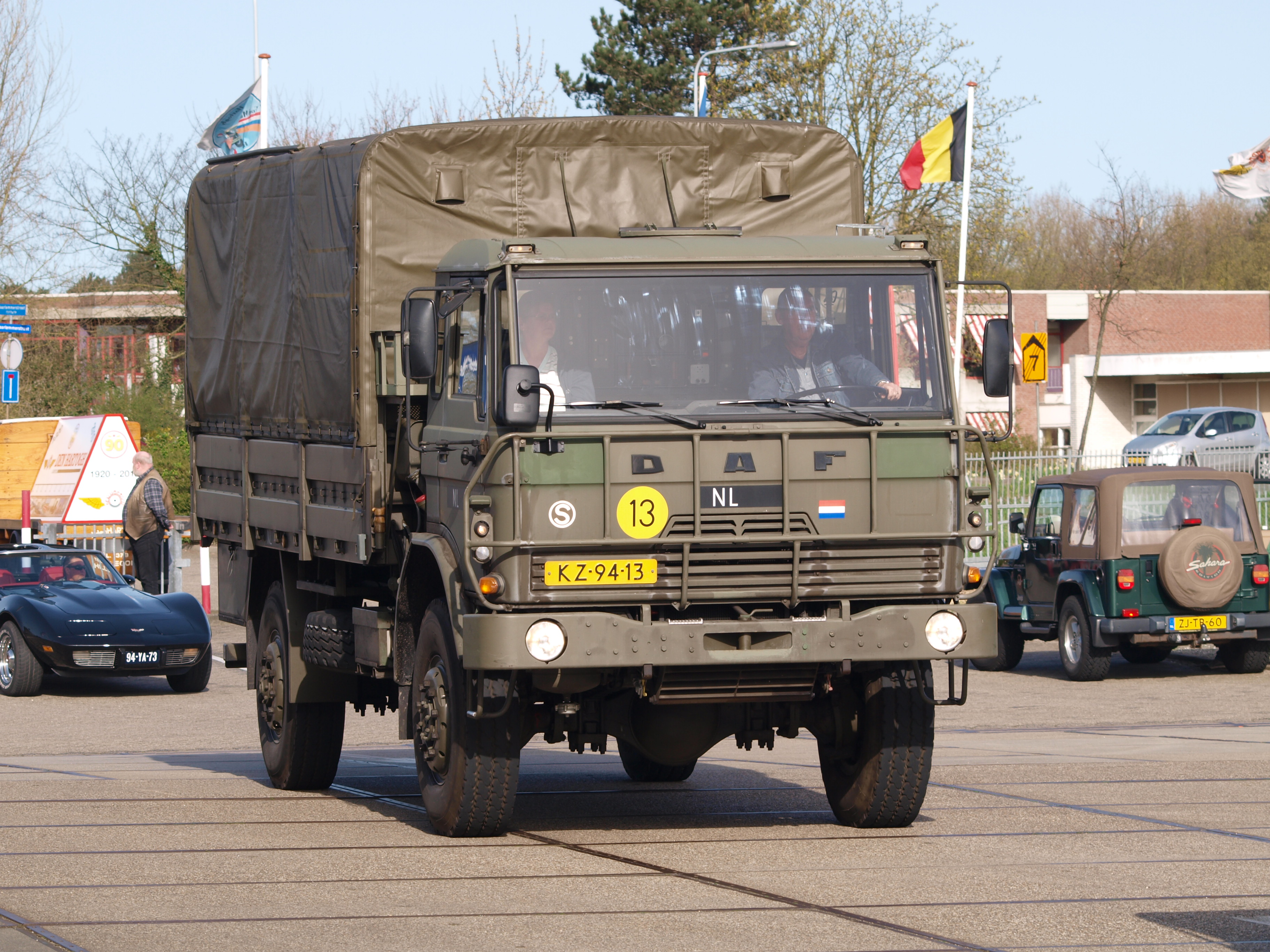
DAF YA-4440

## Versionen
- YA-4440 = General-Modell zum Transport von Fracht, mit Kofferaufbau, mit Planenverdeck oder mit flachem Ladeboden und demontierbaren geraden Seitenwänden
- YAD- = General-Modell zum Transport von Besatzung mit neun Klappsitzen auf der Ladefläche
- YAK- = mit hydraulischem Ladekran hinter dem Fahrerhaus
- YAS- = Shelter mit einem Standard-Kofferaufbau als Büro- oder Werkstatt-Mobil
- YAT- = Aufklärungsfahrzeug mit Kofferaufbau
- YAI- = Bergefahrzeug mit Seilwinde
- YAL- = Fahrschulfahrzeug mit verlängerter Kabine
- YAJ- = mit spezieller Sicherheitsausrüstung für den Transport von Treibstoff in Kanistern
- YA-MOBAT = bestückt mit einem 105-mm-Geschütz für den Export nach Jordanien

### YA 4442
Grundsätzlich die gleichen Varianten wie beim YA-4440, mit Ausnahme des YA-MOBAT und zusätzlichen Versionen:
- YAB- = Feuerwehrwagen
- YAM- = Spezielle Version für die niederländische Marine mit verlängerter Kabine, Klimaanlage und einer erweiterten Watfähigkeit
- YAV- = Kehrmaschine
- YF- = Tankfahrzeug
- YAP- = Truppentransporter mit 14 Sitzplätzen
- YPS- = Transporter für eine Trägerrakete für unbemannte Aufklärungsflugzeuge
- YAL- = Fahrschulfahrzeug mit verlängerter Kabine

## Technische Daten

### Motor YA-4440
- Typ: DAF DT 615, Turbodiesel-Reihenmotor, 6-Zylinder, 6170 cm³, wassergekühlt
- Leistung: 153 PS bei 2400/min

### Motor YA-4442
- Typ: DAF DNT 620, Turbodiesel-Reihenmotor, 6-Zylinder, 6240 cm³, wassergekühlt
- Leistung: 180 PS bei 2600/min

### Gewichte und Abmessungen
- Nettogewicht: YA 4440: 6840 kg, YA 4442: 7600 kg
- Maximal zulässige Nutzlast: 4000 kg
- Gesamtlänge: 7,115 Meter
- Gesamtbreite: 2,445 Meter
- Radstand: 4,050 Meter